# Ksar El Hirane
Ksar El Hirane là một đô thị thuộc tỉnh Laghouat, Algérie. Dân số thời điểm năm 2002 là 14.91 người.